# Schiege

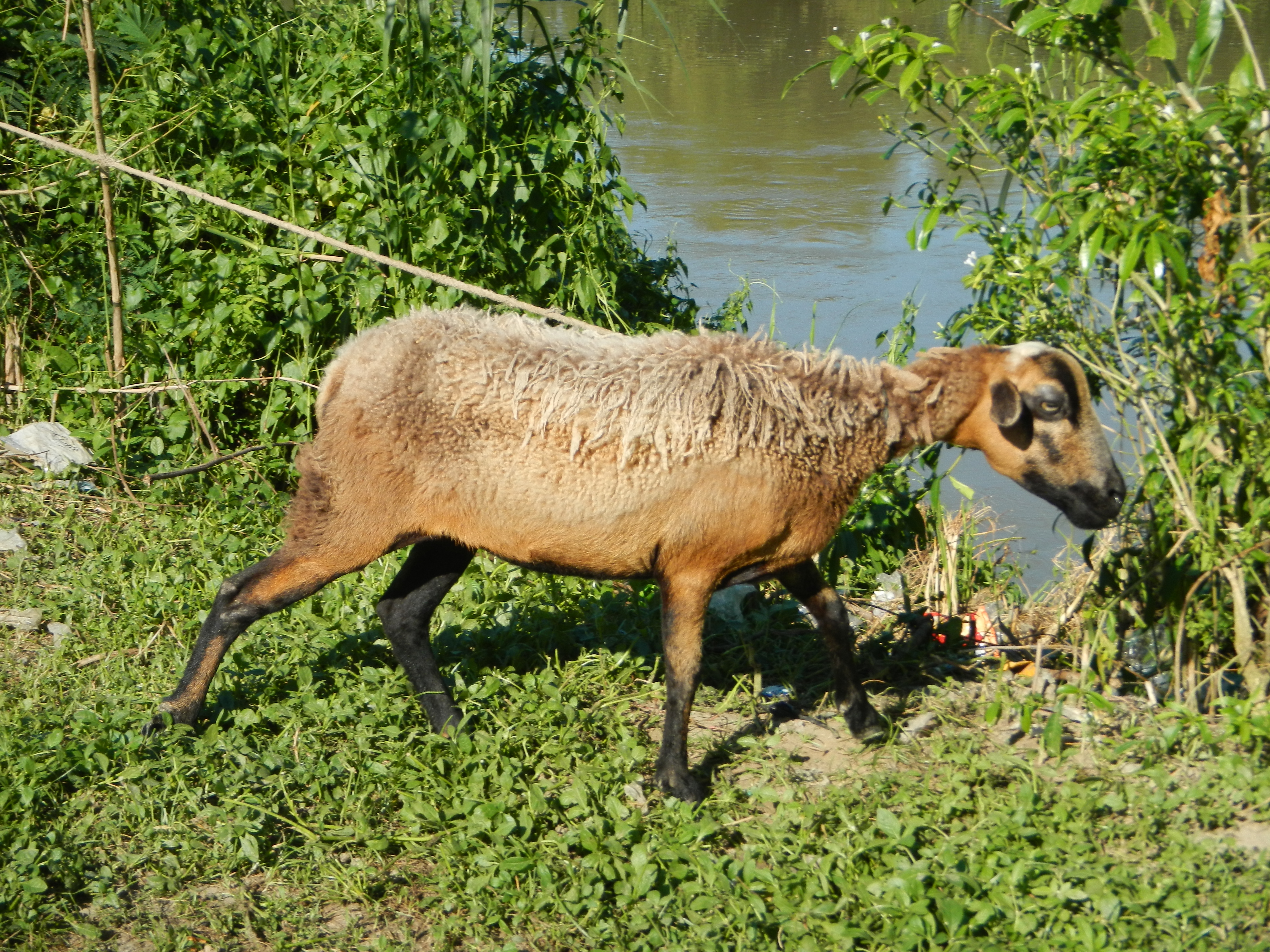
Schiege in San Simon (Pampanga) auf den Philippinen

Schiegen sind Mischwesen (Hybriden/Chimären) aus Schaf und Ziege. Es gibt zwei grundsätzlich verschiedene Mischwesen, die als Schiegen bezeichnet werden, Hybrid-Schiegen und Chimären-Schiegen.

## Hybrid-Schiegen
Bei der natürlichen Paarung kann es zur Befruchtung einer Ziegeneizelle mit einem Schafbockspermium kommen (oder umgekehrt: Schafeizelle mit Ziegenbockspermium). Die befruchtete Eizelle beginnt sich zu entwickeln, jedoch kommt es in den weitaus meisten Fällen zu einem spontanen Frühabort. In einigen seltenen Fällen kann jedoch eine Hybrid-Schiege geboren werden. Laut Literatur entwickelt sich das Junge besonders schnell, was mit dem Heterosis-Effekt erklärt werden kann. Der Nachweis, dass es sich um ein Mischwesen handelt, besteht beispielsweise in der Anfertigung eines Karyogramms. Das Karyogramm zeigt 2n=57 Chromosomen, ein Wert, der zwischen der Chromosomenzahl von Schaf (2n=54) und Ziege (2n=60) liegt. Trotz mehrerer Paarungsversuche konnten die Schiegen bis heute keine Nachkommen zeugen. So vermutet man Unfruchtbarkeit der Hybrid-Schiege, ähnlich der Situation beim Maultier. Die Lebensfähigkeit ist deshalb überraschend, weil es sich bei Ziege und Schaf nicht nur um verschiedene Arten, sondern auch um verschiedene Gattungen handelt.

## Chimären-Schiegen
In den 1980er Jahren konnte eine Forschergruppe eine Chimäre zwischen Ziege und Schaf erschaffen. Sie entstand durch Fusion eines Schafembryos mit einem Ziegenembryo.
Neben Körperteilen, deren Zellen das Erbgut eines Schafes besitzen, kommen im Mischwesen auch Körperteile vor, deren Zellen Ziegenerbgut besitzen.